# Quentin Beunardeau
Quentin Beunardeau (* 27. Februar 1994 in Le Mans) ist ein französischer Fußballspieler.

## Karriere

### Verein
Während der Saison 2012/13 unterzeichnete Beunardeau seinen ersten professionellen Vertrag beim FC Le Mans.
Im Januar 2014 unterzeichnete Beunardeau nach dem Abstieg von Le Mans einen Dreieinhalbjahresvertrag mit dem AS Nancy. Dort wurde er als dritter Torhüter eingesetzt. Zu Beginn der Saison 2015/16 wurde er an den belgischen Verein AFC Tubize verliehen, für den er als Stammtorhüter antrat.
Da er bei dem Verein zum ersten Mal in seiner Karriere in einer ersten Mannschaft als Stammtorhüter auflief, entschied er sich dazu, zu dem Verein zu wechseln.
Zu Beginn der Saison 2017/18 wechselte er zurück in sein Heimatland zum FC Metz. In der Saison 2018/19 wechselte er zum portugiesischen Verein Desportivo Aves. Ab 2020 war er für ein knappes Jahr Vereinslos.
Im Winter 2021 verpflichtete ihn Gil Vincente FC aus der ersten portugiesischen Liga. Dort konnte sich Beunardeau allerdings nicht durchsetzen und kam nur auf zwei Einsätze. Zur neuen Saison folgte dann der Wechsel in die zweite Liga Portugals zu Leixões, wo er direkt zum Stammtorwart wurde. Zwischenzeitlich verlor er seinen Stammplatz jedoch für fünf Monate an Igor Stefanovic.
Seit 2023 spielt Beunardeau bei Red Star FC in der dritthöchsten französischen Liga.

### Nationalmannschaft
Beunardeau vertrat seine Nation in allen Nationalmannschaften von der U16 bis zur U20-Nationalmannschaft.